# Wing Commander (film)
Wing Commander is een Amerikaanse sciencefictionfilm uit 1999 van regisseur Chris Roberts, gebaseerd op de Wing Commander computerspellen.

## Verhaal
Het is het jaar 2654. De mensheid is in oorlog met het buitenaardse ras de Kilrathi. Deze bloeddorstige wezens hebben een computer-navigatiesysteem (NAVCOM-AI) op een basis buitgemaakt, waarmee ze naar de aarde kunnen navigeren om deze vernietigen. Christopher Blair is net afgestudeerd van de militaire academie, Todd Marshall is een onverantwoordelijke gevechtspiloot en Jeanette Devereaux is gezagvoerder. Samen zijn zij de enigen die de totale vernietiging van de mensheid kunnen voorkomen.

## Rolbezetting
| Acteur             | Personage                                 |
| ------------------ | ----------------------------------------- |
| Freddie Prinze jr. | 1e luitenant Christopher 'Maverick' Blair |
| Saffron Burrows    | overste Jeannette 'Angel' Devereaux       |
| Matthew Lillard    | luitenant Todd 'Maniac' Marshall          |
| Tchéky Karyo       | commandeur James 'Paladin' Taggart        |
| Jürgen Prochnow    | commander Paul Gerald                     |
| David Warner       | admiraal Geoffrey Tolwyn                  |
| Ginny Holder       | Rosie Forbes                              |
| Hugh Quarshie      | Luitenant Obutu                           |